# Parc zoologique et jardin botanique national Simón Bolívar
Le Parc zoologique et jardin botanique national Simon Bolivar, est un parc situé à San José, capitale du Costa Rica.
Historiquement, c'est le jardin botanique (1916) et le parc zoologique (1921) plus ancien du pays.  Il se trouve au Barrio Amon, sur la marge de la rivière Torres.  Le nom du parc fut donné en hommage à Simón Bolívar, il fut inauguré le 24 juillet 1921 lors des festivités de l'anniversaire de la naissance du Libertador.  

## Histoire
Le parc zoologique a son origine dans le Jardin de Plantes et Animaux créé en 1884 par l'ingénieur, géographe, peintre, naturaliste et botaniste suisse Henry Pittier, comme institution adjointe à l'Institut Géographique Costaricien. Il fut d'abord situé près du Lycée du Costa Rica, mais il déménagea en raison des plaintes du bruit des animaux jusqu'à son emplacement actuel le 5 juillet 1916, auquel fut ajouté un jardin botanique le 24 juillet 1921.
Le parc fut adscrit au Musée national du Costa Rica jusqu'en 1953, qu'il fut mis sous la dépendance de l'actuel Ministère de l'Environnement, Énergie et Télécommunications (MINAET). Depuis 1994, le MINAET souscrit un accord pour que l'institution soit gérée par la Fondation Pro Zoologiques (Fundazoo).
En février 2016, le gouvernement a annoncé l'interdiction des parcs zoologiques, entraînant la fermeture du parc, une fois expiré le contrat actuel de gestion. Les installations se maintiendront comme un parc urbain.
Après près de 11 ans de bataille judiciaire, le parc zoologique Simon Bolivar ferme ses portes le vendredi 10 mai 2024 et les premiers animaux sont évacués dès le lendemain sous le nom d'Opération "Crépuscule".

## Marais
Les installations comptent avec un marais naturel occupé par un humedal protégé par la ville de San José. Il se trouve couvert par des Lemna minima et Cyperus papyrus ce qui lui donne une tonalité verte caractéristique. D' autres plantes y habitent telles que la Cyperus involucratus, la Coix lacryma-jobi, la Rhipidocladum racemiflorum et la Calathea lutea, entourée d'arbres et des palmiers comme le Sizygium jambos, le Cordia alliodora, des Ficus, des Croton draco, des Zygia longifolia et le Chamadorea costaricana. 
Dans l'écosystème de l' humedal vivent ensemble diverses espèces de la faune du parc: grenouille arborícola d'yeux dorés (Agalychnis annae), crapaud commun (Rhinella marine), tortue (Kinosternon scorpioides), caiman (Caiman crocodilus), poissons du genre Poecilia, le héron vert (Butorides virescens), la poule d'eau (Aramides cajanea), des ratons laveurs (Procyon lotor), des renards (Didelphys marsupialis), libélulles, crabes, puces d'eau, copepodoes, trichoptères, hemiptères et coleoptères d'eau.